# Antalis vulgaris
Antalis vulgaris är en blötdjursart som först beskrevs av Da Costa 1778.  Antalis vulgaris ingår i släktet Antalis och familjen Dentaliidae. Inga underarter finns listade i Catalogue of Life.

## Bildgalleri

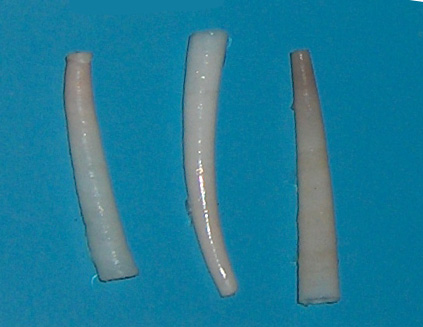
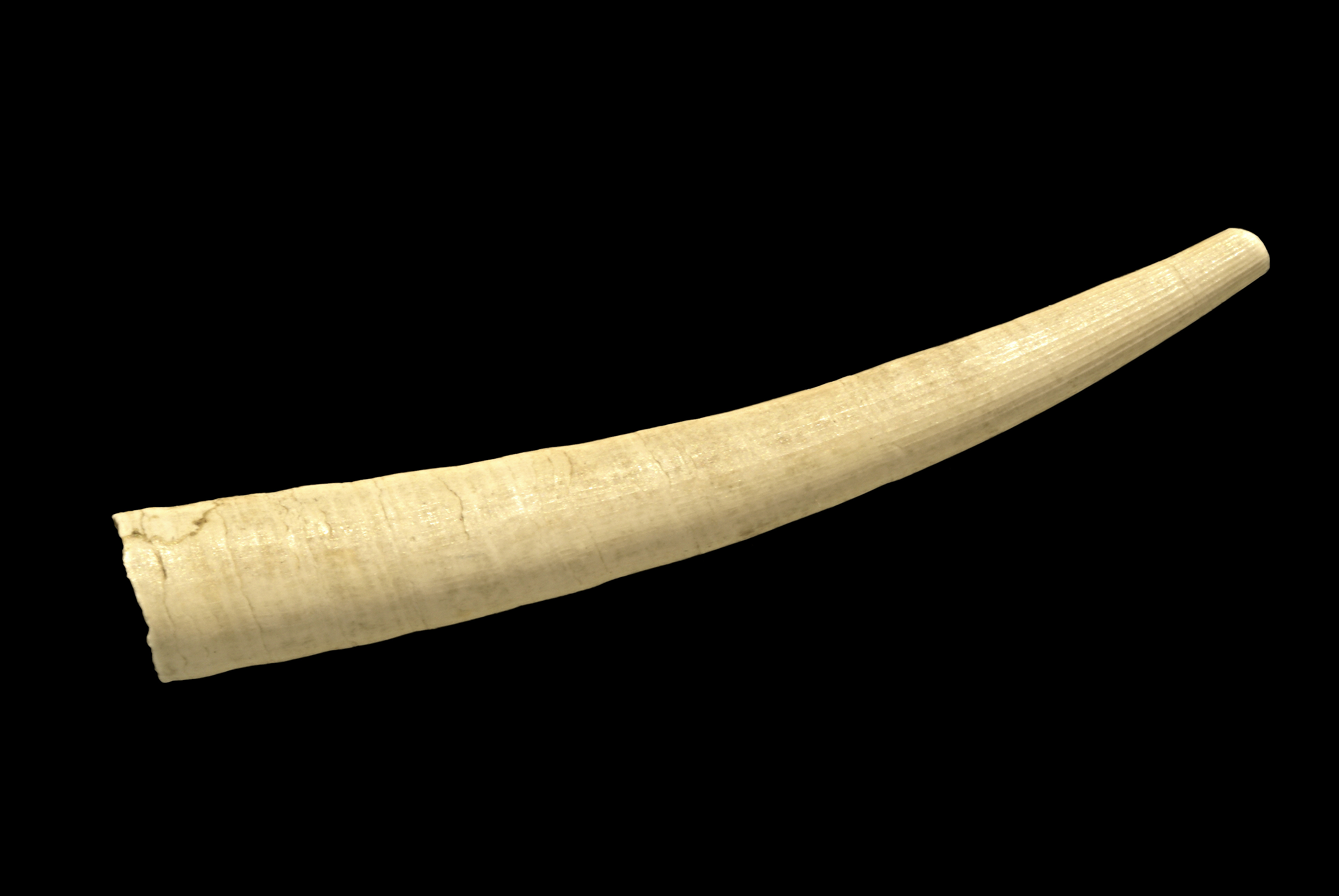
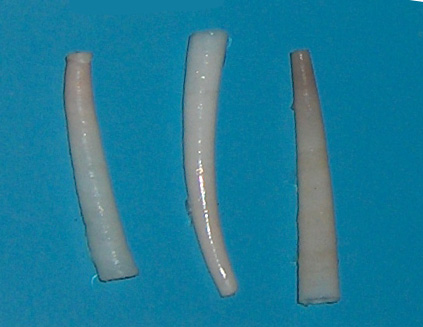
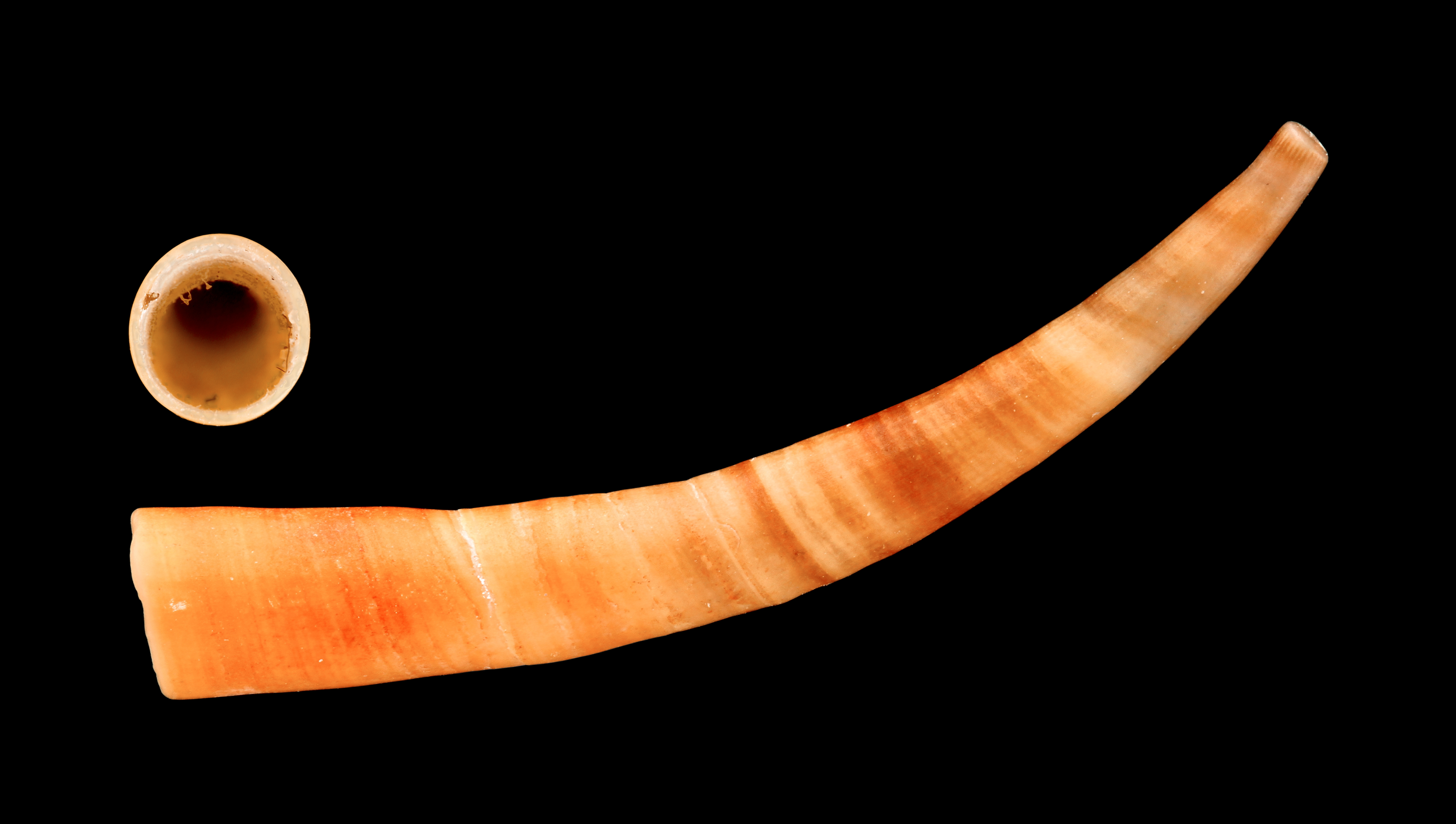
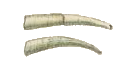
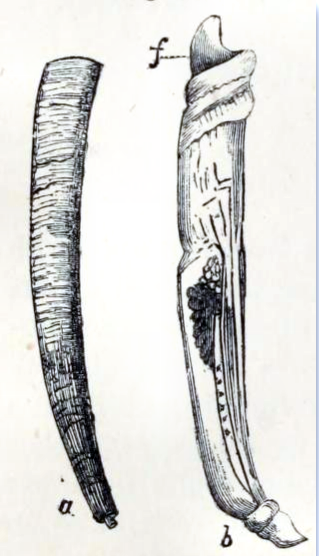